# Callionymus futuna
Callionymus futuna är en fiskart som beskrevs av Fricke, 1998. Callionymus futuna ingår i släktet Callionymus och familjen sjökocksfiskar. Inga underarter finns listade.